# Neil Heddings
Neil Heddings est un skateur professionnel né le 19 mai 1974 à Portland Oregon mais il vit désormais[Quand ?] à San Diego, Californie. Skateur renommé autant pour son talent de skateur professionnel que par son extravagance, portant notamment un tatouage du logo Thrasher Magazine sur la poitrine, ou encore en appelant son premier fils Budweiser comme la célèbre marque de bière. C'est toutefois dans les colonnes des faits divers qu'il s'est fait remarquer.

## Biographie

### Skateboard
Heddings devint pro-skateur en 2002, il fut sponsorisé par Creature, Vox, Pig, Ol'24 Clothing, Sacrifice ainsi que Independents Truck Company. Heddings monta sa propre marque avec d'autres skateur, "Roll Model". Longtemps présent dans la scène underground du skate, Heddings devint l'un des leaders du skate-hardcore.

### Déboires judiciaires
À la suite du décès de son jeune fils de trois ans Marty Heddings à la fin de 2002, Heddings et sa compagne Christine “Pinky” Rams furent inculpés de mauvais traitements et de meurtre au second degré. La police constata que leur fils avait différents bleus et contusions sur son crâne qui lui auraient été faits trois jours avant son décès. Rams risque près de 25 ans de prison. Heddings après 4 ans d'enfermement fut libéré sous caution en 2007. Il risque jusqu'à 50 ans de prison pour non-assistance à personne en danger.
Fin 2007, Heddings après avoir purgé une peine de cinq ans, a repris le chemin des skate-parks et s'est remis a skater. De plus il laissa un message vidéo pour ses fans sur le site du magazine Thrasher, l'éditeur en chef  du magazine, Jake Phelps, et ami de Heddings allant même jusqu'à déclarer dans la presse que Heddings fut jugé coupable simplement parce qu'il était skateur et avait un mode de vie plus libre.
Heddings fut largement soutenu par la communauté du skateboard, ainsi la marque Vans donna 1,000 $ pour payer sa défense.